# Chichester Canal
Chichester Canal är en oljemålning utförd av den brittiske konstnären William Turner, 1828, på beställning från den brittiske ädlingen George Wyndham, 3:e earl av Egremont. Målningen visar Chichester-kanalen vid kuststaden Chichester i Chichester distrikt i grevskapet West Sussex, England. Båten är förmodligen ett litet kolfartyg, som avbildas i ett kommersiellt syfte. Ljuset, som är kännetecknande för Turners måleri kan har påverkats av askan från utbrotten av stratovulkanen Tambora, som hade sitt stora utbrott 1815, men som fick flera påföljande.